# Cella Monte
Cella Monte – miejscowość i gmina we Włoszech, w regionie Piemont, w prowincji Alessandria.
Według danych na styczeń 2010 gminę zamieszkiwały 523 osoby przy gęstości zaludnienia 92,9 os./1 km².